# MFK Vyškov
El MFK Vyškov es un equipo de fútbol de la República Checa que juega en la Druhá liga, la segunda división nacional.

## Historia
Fue fundado en el año 1921 en la ciudad de Vyskov en la Región de Moravia Meridional con el nombre SK Vyskov, y han cambiado de nombre en varias ocasiones:
- 1931–1938: SK Vyškov
- 1939–1949: HSK (Hanácký sportovní klub)
- 1949–1953: Sokol Vyškov
- 1953–1966: Slavoj Vyškov
- 1966–1993: TJ Vyškov
- 1993–2011: SK Rostex Vyškov
- 2012: MFK Vyškov

Desde 2017 el dueño del club es Rainbow World Group, quien también es dueño del Rainbow FC de Camerún.
En la temporada 2020–21 de la MSFL, la cual no terminó a causa de la pandemia de COVID-19, Vyškov terminó primero de la tabla y le ofrecieron participar en la Druhá liga, y terminaron aceptando.